# 本日快晴
本日快晴(ほんじつかいせい)は松田樹利亜の6枚目のシングル。

## 内容
2枚目のアルバム「Julia II」先行シングルはテレビ朝日系「さんまのナンでもダービー」エンディング・テーマ。

## 収録曲
1. 本日快晴
作詞：松田樹利亜　作曲：石川寛門　編曲：須貝幸生・神長弘一
2. SAYONARA
作詞：松田樹利亜　作曲：月光恵亮　編曲：須貝幸生・神長弘一
3. 本日快晴 (inst.)

## レコーディング参加
- 神長弘一 - ギター
- 須貝幸生 - ベース、プログラミング
- 前野知常 - キーボード